# Jerry Maren
Jerry Maren (született Gerard Marenghi) (Lynn, Massachusetts, 1920. január 24. – San Diego, Kalifornia, 2018. május 24.) amerikai színész.

## Fontosabb filmjei
- Óz, a csodák csodája (The Wizard of Oz) (1939)
- Botrány a cirkuszban (At the Circus) (1939)
- Bűn és szerelem (Flesh and Fantasy) (1943)
- Johnny Doesn't Live Here Anymore (1944)
- The Great John L.  (1945)
- Sámson és Delila (Samson and Delilah) (1949)
- A majmok bolygója (Planet of the Apes) (1968)
- Helló, Dolly! (1969)
- Bigfoot (1970)
- Outlaw Riders (1971)
- Little Cigars (1973)
- A csodálatos Nemo kapitány (The Return of Captain Nemo) (1978, tv-film)
- Gáz van, jövünk! 3. (The Bad News Bears Go to Japan) (1978)
- A Gyűrűk Ura (The Lord of the Rings) (1978, hang)
- Americathon (1979)
- Ahol a bölény dübörög (Where the Buffalo Roam) (1980)
- A szivárvány alatt (Under the Rainbow) (1981)
- The Being (1983)
- Hot Moves (1984)
- A ház (House) (1985)
- Alkonyzóna (The Twilight Zone) (1986, tv-sorozat, egy epizódban)
- The Dreamer of Oz (1990, tv-film)